# Río Apere
El río Apere  es un río amazónico de Bolivia, afluente del río Mamoré, que discurre por las provincias de Moxos y Yacuma ubicadas en el departamento del Beni.

## Geografía
El río Apere nace del (15°43′32″S 66°22′46″O / -15.72556, -66.37944) y discurre en dirección noreste una longitud total de cerca 500 km, íntegramente por el departamento del Beni, hasta su desembocadura en el río Mamoré (13°47′00″S 65°16′20″O / -13.78333, -65.27222).
El río pasa por las localidades de Santa Rosa del Apere, Puerto Canoa y La Escala.
Sus principales afluentes son el río Chevejucuré y el río Matos, por la izquierda, y el río Curicó por la derecha.